# Spalacosostea loebli
Spalacosostea loebli is een keversoort uit de familie ruighaarkevers (Dryopidae). De wetenschappelijke naam van de soort werd in 1996 gepubliceerd door Kodada.